# 伊塔韦拉瓦
伊塔韦拉瓦是巴西米纳斯吉拉斯州的一个市镇。总面积282.642平方公里，总人口5724人，人口密度20.3人/平方公里。

### 旅遊景點
1.Paróquia Santo Antônio